# Championnat du monde de vitesse moto 1991
Navigation
Édition précédente Édition suivante
Le Championnat du monde de vitesse moto 1991 est la 43e saison de vitesse moto organisée par la FIM.

Ce championnat comporte quinze courses de Grand Prix, pour trois catégories : 500 cm3, 250 cm3 et 125 cm3.

## Attribution des points
Les points du championnat sont attribués aux quinze premiers de chaque course :
| Classement | 1  | 2  | 3  | 4  | 5  | 6  | 7 | 8 | 9 | 10 | 11 | 12 | 13 | 14 | 15 |
| ---------- | -- | -- | -- | -- | -- | -- | - | - | - | -- | -- | -- | -- | -- | -- |
| Points     | 20 | 17 | 15 | 13 | 11 | 10 | 9 | 8 | 7 | 6  | 5  | 4  | 3  | 2  | 1  |

## Grand Prix de la saison
A noter qu'en 1991, il y a eu deux Grand-Prix officiels qui ont couru la même année en France: le Grand-Prix de France au circuit Paul Ricard le 21 juillet, 10e épreuve du championnat du monde de vitesse moto mais aussi le Grand-Prix de vitesse du Mans sur le circuit du Mans le 8 septembre, 14e épreuve du championnat du monde de vitesse moto. En effet ce dernier est une épreuve supplémentaire en remplacement du Grand-Prix du Brésil annulé cette année là pour des raisons de sécurité.

| N° | Course                        | Lieu          | Vainqueur 125 cm³   | Vainqueur 250 cm³   | Vainqueur 500 cm³ | Résultat |
| -- | ----------------------------- | ------------- | ------------------- | ------------------- | ----------------- | -------- |
| 1  | Grand Prix du Japon           | Suzuka        | Noboru Ueda         | Luca Cadalora       | Kevin Schwantz    | Résultat |
| 2  | Grand Prix d'Australie        | Eastern Creek | Loris Capirossi     | Luca Cadalora       | Wayne Rainey      | Résultat |
| 3  | Grand Prix des États-Unis     | Laguna Seca   | Pas de course       | Luca Cadalora       | Wayne Rainey      | Résultat |
| 4  | Grand Prix d'Espagne          | Jerez         | Noboru Ueda         | Helmut Bradl        | Michael Doohan    | Résultat |
| 5  | Grand Prix d'Italie           | Misano        | Fausto Gresini      | Luca Cadalora       | Michael Doohan    | Résultat |
| 6  | Grand Prix d'Allemagne        | Hockenheim    | Ralf Waldmann       | Helmut Bradl        | Kevin Schwantz    | Résultat |
| 7  | Grand Prix d'Autriche         | Salzburgring  | Fausto Gresini      | Helmut Bradl        | Michael Doohan    | Résultat |
| 8  | Grand Prix d'Europe           | Jarama        | Loris Capirossi     | Luca Cadalora       | Wayne Rainey      | Résultat |
| 9  | Grand Prix des Pays-Bas       | Assen         | Ralf Waldmann       | Pierfrancesco Chili | Kevin Schwantz    | Résultat |
| 10 | Grand Prix de France          | Paul Ricard   | Loris Capirossi     | Loris Reggiani      | Wayne Rainey      | Résultat |
| 11 | Grand Prix de Grande-Bretagne | Donington     | Loris Capirossi     | Luca Cadalora       | Kevin Schwantz    | Résultat |
| 12 | Grand Prix de Saint-Marin     | Mugello       | Peter Öttl          | Luca Cadalora       | Wayne Rainey      | Résultat |
| 13 | Grand Prix de Tchécoslovaquie | Brno          | Alessandro Gramigni | Helmut Bradl        | Wayne Rainey      | Résultat |
| 14 | Grand Prix de vitesse du Mans | Le Mans       | Pas de course       | Helmut Bradl        | Kevin Schwantz    | Résultat |
| 15 | Grand Prix de Malaisie        | Shah Alam     | Loris Capirossi     | Luca Cadalora       | John Kocinski     | Résultat |

## Résultats de la saison

### Championnat 1991 catégorie 500 cm³
| Clas. | Pilote               | N° | Pays       | Constructeur        | Points | Victoires |
| ----- | -------------------- | -- | ---------- | ------------------- | ------ | --------- |
| 1     | Wayne Rainey         | 1  | États-Unis | Marlboro-Yamaha     | 233    | 6         |
| 2     | Michael Doohan       | 3  | Australie  | Rothmans-Honda      | 224    | 3         |
| 3     | Kevin Schwantz       | 34 | États-Unis | Lucky Strike-Suzuki | 204    | 5         |
| 4     | John Kocinski        | 19 | États-Unis | Marlboro-Yamaha     | 161    | 1         |
| 5     | Wayne Gardner        | 5  | Australie  | Rothmans-Honda      | 161    | 0         |
| 6     | Eddie Lawson         | 7  | États-Unis | Cagiva              | 126    | 0         |
| 7     | Juan Garriga         | 6  | Espagne    | Ducados-Yamaha      | 121    | 0         |
| 8     | Didier de Radiguès   | 27 | Belgique   | Lucky Strike-Suzuki | 105    | 0         |
| 9     | Doug Chandler        | 21 | États-Unis | Yamaha              | 85     | 0         |
| 10    | Jean-Philippe Ruggia | 8  | France     | Gauloises-Yamaha    | 78     | 0         |

### Championnat 1991 catégorie 250 cm³
| Clas. | Pilote               | N° | Pays      | Constructeur | Points | Victoires |
| ----- | -------------------- | -- | --------- | ------------ | ------ | --------- |
| 1     | Luca Cadalora        | 3  | Italie    | Honda        | 237    | 8         |
| 2     | Helmut Bradl         | 4  | Allemagne | Honda        | 220    | 5         |
| 3     | Carlos Cardús        | 2  | Espagne   | Honda        | 205    | 0         |
| 4     | Wilco Zeelenberg     |    | Pays-Bas  | Honda        | 158    | 0         |
| 5     | Masahiro Shimizu     | 7  | Japon     | Honda        | 142    | 0         |
| 6     | Loris Reggiani       |    | Italie    | Aprilia      | 128    | 1         |
| 7     | Pier-Francesco Chili |    | Italie    | Aprilia      | 107    | 1         |
| 8     | Jochen Schmid        | 8  | Allemagne | Honda        | 96     | 0         |
| 9     | Martin Wimmer        | 6  | Allemagne | Suzuki       | 89     | 0         |
| 10    | Paolo Casoli         |    | Italie    | Yamaha       | 65     | 0         |

### Championnat 1991 catégorie 125 cm³
| Clas. | Pilote              | N° | Pays      | Constructeur | Points | Victoires |
| ----- | ------------------- | -- | --------- | ------------ | ------ | --------- |
| 1     | Loris Capirossi     | 1  | Italie    | Honda        | 200    | 5         |
| 2     | Fausto Gresini      | 8  | Italie    | Honda        | 181    | 2         |
| 3     | Ralf Waldmann       | 23 | Allemagne | Honda        | 141    | 2         |
| 4     | Gabriele Debbia     | 12 | Italie    | Aprilia      | 111    | 0         |
| 5     | Noboru Ueda         |    | Japon     | Honda        | 105    | 2         |
| 6     | Jorge Martínez      | 6  | Espagne   | Cobas        | 99     | 0         |
| 7     | Alessandro Gramigni | 9  | Italie    | Aprilia      | 90     | 1         |
| 8     | Dirk Raudies        | 5  | Allemagne | Honda        | 81     | 0         |
| 9     | Peter Öttl          |    | Allemagne | Rotax        | 67     | 1         |
| 10    | Noboyuki Wakai      |    | Japon     | Honda        | 60     | 0         |